# بالیتسه (استان لهستان کوچک‌تر)
بالیتسه (به لهستانی:  Balice) یک روستا در لهستان است که در گمینا زابیژوو واقع شده‌است.
 بالیتسه  ۱٬۲۰۰ نفر جمعیت دارد.